# Факултет за географију и регионалне студије Универзитета у Варшави
Факултет за географију и регионалне студије Универзитета у Варшави, (оригинални назив на пољском језику: Wydział Geografii i Studiów Regionalnych Uniwersytetu Warszawskiego) је факултет Универзитета у Варшави. 
Налази се у главном кампусу у историјској згради палати Уруски-Четвертински (оригиналан назив Uruskich-Czetwertyńskich) у Краковские Прзедмиесцие. Настао је 1977. године. На Факултету ради 95 академских наставника, укључујући: 33 самостална истраживача, 37 доцента, 17 предавача и 8 асистената. Научни кадар употпуњује 65 научних и техничких, библиотечких, уређивачких, административних и услужних радника.
Факултет нуди студије из две области: географија и управљање простором. Студије се изводе на редовном и ванредном нивоу, како на првом нивоу (Бачелор студије), тако и на другом нивоу (Мастер студије). Постоје и докторске и постдипломске студије.

## Историјат факултета[1]
Настанак факултета датира од 1. априла 1918. године, када је на Филозофском факултету основан Географски одсек који се бавио физичком географијом, иако се у ствари настава географије за студенте факултета изводила већ школске 1916/1917. . Године 1938. на Факултету хуманистичких наука основана је катедра за антропогеографију која се бавила друштвеном географијом. Током рата, активности оба погона су обустављене, али се настава одвијала у склопу тајног универзитета. Географско одељење је наставило са радом 1945. године, а Антропогеографско одељење 1947. године.
Године 1951. оба погона су угашена, а уместо тога, у оквиру Факултета за биологију и науке о Земљи, основан је Географски институт који се састоји од пет одсека (Физичка географија, Економска географија, Регионална географија, Картографија (прва у Пољској), Климатологија) и једну лабораторију (Методика наставе географије). Седиште Института била је палата Уруски. Године 1969. Институт је издвојен из Биолошког факултета у самосталну универзитетску јединицу, а истовремено су све досадашње јединице (одсеци и лабораторије) трансформисане у катедре, издвајајући два нова одсека (геоморфолошки и хидрографски – до 1969. године) биле су лабораторије Катедре за физичку географију).
Године 1977. Географски институт је спојен са Институтом за афричке студије, основаним 1962. године, у Факултет за географију и регионалне студије. Факултет се састојао од три института (Институт за физичко-географске науке, Институт за друштвено-економску и регионалну географију и Институт за географију земаља у развоју), један одсек (картографија), један одсек (Одсек за дидактику географије) и теренска станица у Мурзинову. у близини Пłоцка (тренутно Мазовјечки центар Географски). Године 1985. основан је четврти институт – Институт за управљање простором, који је 1991. године трансформисан у самосталну универзитетску јединицу – Европски институт за регионални и локални развој – ЕУРОРЕГ. 1992. године основана је Лабораторија за рачунарску едукацију, а 1994. године основано је Одељење за даљинску детекцију животне средине. Године 2006. уведена је нова подела на јединице.